# Economia financeira
A Economia Financeira é o ramo da economia que estuda "a alocação e distribuição de recursos econômicos, tanto espacialmente quanto através do tempo, em um ambiente incerto".
Ela é também caracterizada por sua "concentração das atividades monetárias", na qual "é provável que o dinheiro de um tipo ou outro apareça em ambos os lados de uma troca". As questões propostas na economia financeira são tipicamente formuladas em termos de "tempo, incerteza, opções e informação".
- Tempo: dinheiro de agora é trocado por dinheiro no futuro;
- Incerteza (ou risco): A quantidade de dinheiro a ser transferido no futuro é incerta;
- Opções: uma parte da transação pode fazer uma decisão em período posterior que afetará transferências subsequentes de dinheiro;
- Informação: o conhecimento do futuro pode reduzir, ou possivelmente eliminar, a incerteza associada com o valor monetário futuro (VMF).

O assunto normalmente é ensinado a nível de pós-graduação.

## Objetivo de estudo
A economia financeira foca-se na inter-relação de variáveis, tais como preços, taxa de juros e ações, em oposição a aquelas associadas à economia real. A economia financeira concentra-se nas influências das variáveis econômicas reais sobre as financeiras, em contraste com as finanças puras.
Ela estuda:
- Valuation - Determinação do valor justo de um ativo:
  - O nível de risco de um ativo - Identificação da taxa de desconto apropriada do ativo;
  - O fluxo de caixa produzido - Desconto dos fluxos de caixa;
  - Comparação do preço de mercado com ativos semelhantes - Valuation relativa;
  - Dependência dos fluxos de caixa em relação a outros ativos ou eventos - Derivativos, avaliação de direitos contingentes.
- Mercados e instrumentos financeiros:
  - Commodities;
  - Ações;
  - Títulos públicos;
  - Instrumentos do mercado monetário;
  - Derivativos.
- Instituições financeiras e regulatórias.[3]

A econometria financeira é o ramo da economia financeira que usa técnicas econométricas para parametrizar suas relações.

## Modelos da economia financeira
A economia financeira preocupa-se com a construção de modelos para derivar implicações testáveis ou políticas a partir de certas suposições. Algumas ideias fundamentais da economia financeira são a teoria moderna do portfólio e o modelo de precificação de ativos financeiros (Capital Asset Pricing Model). A teoria do portfólio estuda como os investidores deveriam balancear o risco e o retorno quando investem em muitos ativos ou títulos. O CAPM descreve como os mercados devem definir os preços dos ativos em relação ao nível de risco relacionado. O Teorema Modigliani-Miller descreve condições sobre as quais decisões financeiras corporativas são irrelevantes quanto ao valor, e atos como um benchmark para avaliar os efeitos de fatores de fora do modelo que afetam o valor.
Uma suposição comum é a de que os tomadores de decisão financeira agem racionalmente (ver Homo economicus; hipótese do mercado eficiente). No entanto, recentemente, pesquisadores de economia experimental e finanças experimentais questionaram esta suposição empiricamente. Eles também questionaram - em termos teóricos - pela finanças comportamentais, uma disciplina que se preocupa com os limites da racionalidade dos agentes econômicos.
Outras suposições comuns incluem a de que os preços do mercado seguem um passeio aleatório, ou de que os retornos do ativo são normalmente distribuídos. Evidências empíricas sugerem que essas suposições podem não se sustentar e, na prática, os investidores e analistas, e principalmente gerenciadores de risco, frequentemente modificam os "modelos padrão".